# آلینا آکوبیا
آلینا آکوبیا (به اوکراینی: Аліна Акобія،  زادهٔ ۵ سپتامبر ۱۹۹۹) کشتی‌گیر آزادکار اهل اوکراین است. وی سابقه حضور در المپیک ۲۰۲۴ پاریس را دارد.  
از افتخارات او می‌توان به کسب مدال برنز مسابقات قهرمانی کشتی جهان ۲۰۲۲ اشاره کرد.